# محمد امان حمیمی
محمد امان حمیمی سیاست‌مدار اهل افغانستان و والی سابق ولایت لوگر است. او از مارچ ۲۰۰۴ (میلادی) تا دسامبر ۲۰۰۵ (میلادی) والی ولایت لوگر بود.